# Famille d'Espic de Ginestet
Pour les articles homonymes, voir Gabriel de Gep de Ginestet.
La famille d'Espic de Ginestet, anciennement Espic, est une famille subsistante de la noblesse française, originaire du Languedoc.
Elle compte parmi ses membres le peintre Christian d'Espic (1901-1978).

## Histoire
La famille Espic (branche de Ginestet et branche de Lirou) appartient à la noblesse parlementaire du Languedoc. Elle a pour premier auteur connu Pierre Espic de Lirou (1686-1760) qui est anobli en 1741 par une charge de conseiller-maître en la Cour des comptes de Montpellier et qui devient plus tard président en la même Cour.
La famille Espic ne figure ni au nombre de celles qui font reconnaître leur noblesse par jugement lors des diverses recherches ordonnées par Louis XIV ni de celles qui font enregistrer leur blason à l'Armorial général de 1696.
Le 12 novembre 1718, Pierre Espic de Lirou épouse Marguerite de Gep (1690-?) en premières noces à l'église de la Madeleine de Béziers qui lui apporte la seigneurie de Ginestet. Il contracte un deuxième mariage avec Marie de Fizes le 23 octobre 1727 au château de Florian à Logrian-Florian (Gard).

## Branche d'Espic de Ginestet (subsistante)
Cette branche est issue de Joseph-Xavier Espic de Ginestet, seigneur de Ginestet et de Lirou (fils aîné de Pierre Espic et de Marguerite de Gep) qui relève le nom et les armes de la famille de sa mère. Conseiller au Parlement de Toulouse de 1753 à 1788, il épouse à Toulouse le 7 janvier 1750, Raymonde de Mauret et représente la branche aînée subsistante d'Espic de Ginestet.
Un rameau de cette branche a ajouté « Puivert » et « Puivert-Palaminy » à son nom[source insuffisante].

## Branche Espic de Lirou (éteinte)
Cette branche issue du fils cadet de Pierre Espic et de sa deuxième épouse Marie de Fizes, est connue sous le nom d'Espic de Lirou. Elle s’éteint avec Léonce Espic de Lirou, propriétaire du château de Lirou, décédé à Béziers en 1874, et avec sa sœur, Clémence, mariée en 1847 au baron de Belloc de Chamborant et décédée en 1891.

## Armes
- D'azur à trois épis d'or surmontés d'un soleil du même[1].
- La branche Espic de Ginestet porte : Parti au 1 d'Espic, au 2 d'argent à trois molettes d'éperon de gueules, qui est de Gep de Ginestet[1].

## Personnalités
- Jean-François Espic, chevalier de Lirou (1740-1806), librettiste[3].
- Christian d'Espic (1901-1978), peintre.

## Alliances
Les principales alliances de la famille Espic (branches de Ginestet et de Lirou) sont : de Gep de Ginestet (1718), de Mauret (1750), d'Audouls de Roquefère (1775), de Castellane, Boscary de Villeplaine, de Lavolvène de Leyraguet (1853), de Folmont (1870), de Rocous-Cahuzac (1890) de Roux de Puivert (1886), de Belloc de Chamborant (1847).